# Kanal 12 (Estland)
Kanal 12 ist ein privater Fernsehsender in Estland mit Sitz in Tallinn. Der Sender nahm genau wie sein Schwestersender Kanal 11 im September 2012 seinen Sendebetrieb auf und sendet ebenfalls zum größten Teil Reality-TV-Shows und Serien.